# Hélder Pelembe
Hélder Pelembe (Nampula, 20 settembre 1987) è un calciatore mozambicano, di ruolo attaccante che gioca attualmente nel Nampula.

## Carriera

### Club
Ha giocato nel campionato mozambicano e portoghese.

### Nazionale
Conta 16 presenze con la nazionale mozambicana, con la quale nel 2010 ha anche partecipato alla Coppa d'Africa.